# Stara četrt, Hanoj
Stara četrt (vietnamsko Phố cổ Hà Nội) je običajno ime za zgodovinsko mestno mestno jedro Hanoja, ki je zunaj cesarske citadele Thăng Long. Ta četrt je bila nekoč stanovanjsko, proizvodno in trgovsko središče, kjer je bila vsaka ulica specializirana za eno specifično vrsto proizvodnje ali trgovine.
Drugo pogosto ime, ki se nanaša na približno isto območje, je 36 cehovskih ulic (vietnamsko Hà Nội 36 phố phường), po 36 ulicah ali cehih, ki so nekoč sestavljali urbano območje mesta.

## Obseg
Uradni obseg stare četrti Hanoja je bil določen z odločbo vietnamskega ministrstva za gradbeništvo iz leta 1995: na severu je omejena z ulico Hàng Đậu, na zahodu z ulico Phùng Hưng, na jugu s Hàng Bông ulica, ulica Hàng Gai, ulica Cầu Gỗ in ulica Hàng Thùng ter na vzhodu ulica Trần Quang Khải in ulica Trần Nhật Duật. Več ulic, ki so bile del zgodovinskega mestnega območja Hanoja, leži zunaj tega obsega, za katero je bilo ugotovljeno, da je najbolj gosta z zgodovinskimi ulicami in da je najbolje ohranila svoj zgodovinski značaj.
Uradna stara četrt je del okrožja Hoàn Kiếm. Njena skupna površina je okoli 100 ha in šteje 76 ulic, razporejenih v 10 okrajih.

## Zgodovina
Stanovanjsko in komercialno območje, ki je zdaj Stara četrt, je nastalo med dinastijama Lý in Trần in je bilo takrat vzhodno od cesarske citadele Thăng Long in ob Rdeči reki. Med dinastijo Lê je učenjak Nguyễn Trãi že omenil nekatera področja, ki so bila specializirana za posamezno trgovino. Tedaj je bila obdana z obrambnim zidom z več vrati.
Med dinastijo Lê je območje vključevalo več jezer in mokrišč, med katerimi je bilo največje jezero Thái Cực. Ta jezera in reka Tô Lịch so bila povezana z jezerom Hoàn Kiếm in Rdečo reko. Proti koncu 19. stoletja so se ta jezera in reke izolirala drug od drugega.
Med dinastijama Lý in Trần se je veliko ljudi iz okoliških ravnin pieselilo v mesto in naselilo v današnjo Staro četrt, kar je ustvarilo najbolj gosto urbano območje mesta. V obdobju dinastije Lê je prišlo do dodatnega pritoka kitajskih priseljencev, ki so prispeli trgovat in ustvarili več kitajskih sosesk.
Ko so Francozi zavladali Vietnamu, so območje delno obnovili. V tem obdobju se je tam naselilo veliko Francozov in Indijcev, da bi poslovali. Dve majhni tržnici sta bili porušeni, da bi naredili prostor za tržnico Đồng Xuân. Poleg tega je bila skozi četrt zgrajena tramvajska proga.
Območje je še vedno komercialno srce Hanoja.

## 36 cehovskih ulic
Najbolj znana značilnost Stare četrti so njene površine, namenjene določeni obrti ali cehu. Obrtniki iz mestnih vasi so se zbirali na enem območju svojega ceha, da bi prodajali svoje izdelke trgovcem. Obrtniki ali cehi vsakega območja so poimenovali ulice v četrti, tako da je večina ulic dobila imena, ki se začnejo s hàng (»izdelki«), na primer ulica Hàng Tre (»ulica bambusovih izdelkov«) in ulica Hàng Đồng (»ulica bakrenih izdelkov«).
Več ulic je še vedno specializiranih za obrt, po kateri so dobile ime. Druge so še vedno specializirane za eno posebno trgovino, vendar drugačno od njihove tradicionalne specialitete – na primer ulica Hàng Buồm (»ulica jader«), v kateri so prevladovale vietnamske torte in sladkarije.
Raziskovalci, ki uporabljajo pristop kvantitativne socialne antropologije, so pokazali, da je Stara četrt pokazala kulturni razvoj Hanoja v prvih desetletjih 20. stoletja.

## Zgodovinska arhitektura
Stara četrt vsebuje številne zgodovinske znamenitosti, kot so templji, pagode in skupnostne dvorane.
Večina ulic obrti je imela tempelj, posvečen čaščenju mitskih ustanoviteljev obrti. Predvsem je bilo pritličje takih skupnih templjev v Stari četrti Hanoja pogosto še vedno uporabljeno za trgovino. Sčasoma je bila večina takih skupnih templjev uničenih. Ohranilo se jih je nekaj, na primer templja Mã Mây in Kim Cổ.
Več mestnih vrat je bilo v obzidju v današnji Stari četrti. Ostala so le še vrata Quan Chưởng
Za Staro četrt je značilna starodavna arhitektura komercialnega območja. Večina tamkajšnjih zgodovinskih hiš je trgovinskih hiš s poševnimi strehami iz strešnikov, od katerih se je stran, obrnjena proti ulici, včasih uporabljala kot vhod v trgovino v notranjosti. Tovrstne hiše so bile večinoma zgrajene v 18. in 19. stoletju - pred tem je večina hiš imela slamnato streho.
Od konca 20. stoletja je število tradicionalnih hiš vse manjše.

## Ohranjanje
Številni zgodovinski ostanki Stare četrti so propadli in jih je treba obnoviti. Za 1000. obletnico Nộija leta 2010 se je ljudski odbor Hanoja odločil porabiti 50 milijard VND za obnovo 75 ulic znotraj in zunaj Stare četrti, med drugim za nanašanje apna za obnovitev rumene barve fasad v stari četrti. Postopek je bil kritiziran, ker je bil izveden malomarno, kar je vodilo do manj kot optimalnega rezultata.
Vietnamski slikar Bùi Xuân Phái je ustvaril veliko slik Stare četrti in je bil pionir posebne šole vietnamskega slikarstva.

## Galerija
- Vrata Quan Chưởng, preostala mestna vrata starega Hanoja
- Tržnica Đồng Xuân
- Ulica Cờ Đen
- Ulica Hàng Nón
- Ulica Hàng Quạt
- Tempelj Quán Thánh
- Tempelj Bạch Mã (belega konja).